# 近江八幡市
近江八幡市（おうみはちまんし）は、滋賀県中部、琵琶湖東岸（湖東）に位置する市。近江商人や安土城で知られる。

## 概要
近江八幡市は、豊臣秀次が築いた城下町を基礎として、近世は商業都市として発展した。いわゆる近江商人の発祥の地である。
近世の風情がよく残る新町通り、永原町通り、八幡堀沿いの町並みおよび日牟禮八幡宮境内地は「近江八幡市八幡伝統的建造物群保存地区」の名称で国の重要伝統的建造物群保存地区として選定されており、時代劇の撮影場所としてもよく使われる。ウィリアム・メレル・ヴォーリズが住み、多くの近代建築作品を遺した地としても知られている。
2005年9月1日には水郷地域160ヘクタールが景観法に基づく「景観計画区域」に指定された。これは同法の適用第1号である。さらに2006年1月26日には「近江八幡の水郷」として重要文化的景観の第1号に選定された。

### 地名の由来
「近江八幡」を冠する神社があるとしばしば誤解を受けるが、地名のもととなった神社名は「日牟禮八幡宮」である。
市名に旧国名の「近江」を冠しているのは、1954年の市制施行時に福岡県八幡市（やはたし）が存在したためである。しかし福岡県八幡市は1963年に合併し、北九州市の一部となり消滅した。その後、1977年に京都府八幡市（やわたし）が誕生したが、この時点では既に福岡県八幡市は消滅していたため、同名回避は行われなかった。このため、先に市制を敷いた側が冠称を付けるというねじれ現象が生じた。また近江八幡駅は市制施行前の1919年に八幡駅から近江八幡駅に改称しているが、これも福岡県の八幡駅との同名回避によるものである。

## 地理

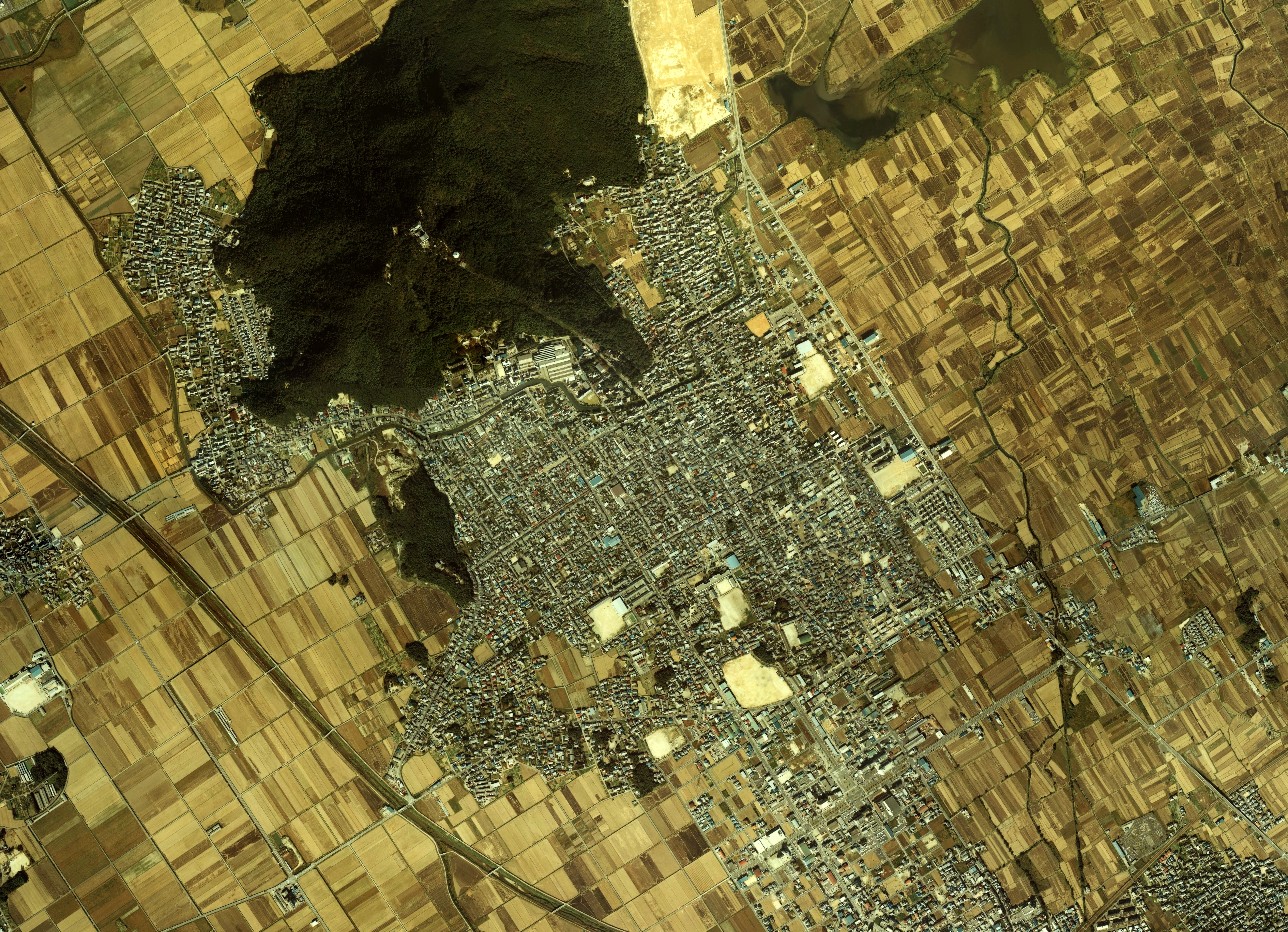
八幡地区周辺の空中写真。
画像左上方の山が八幡山。八幡山南東麓の町並みが八幡伝統的建造物群保存地区。
1982年撮影の8枚を合成作成。。

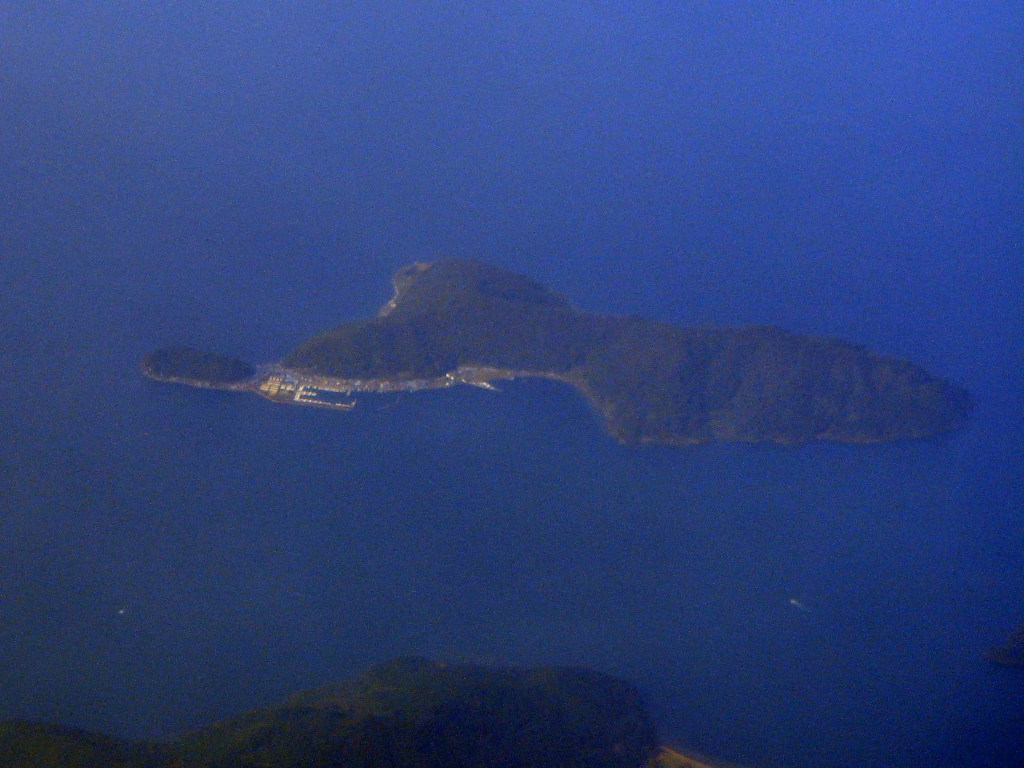
沖島（定期航空機より）

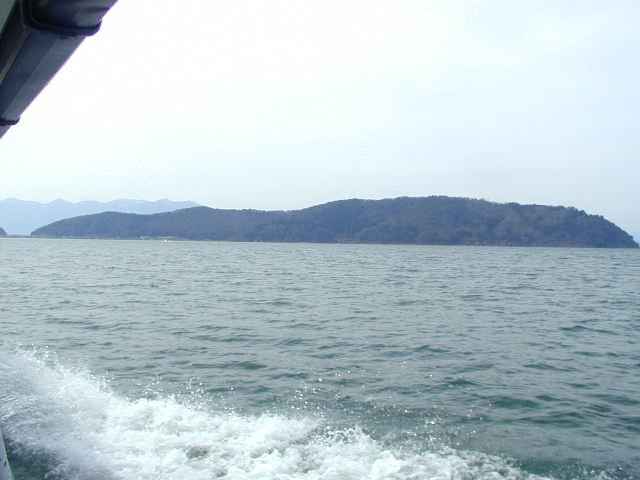
連絡船より見る沖島

### 位置
近江八幡市は滋賀県の中央部、琵琶湖東岸に位置する。市域は全般に平坦地で、鈴鹿山系に源を発する諸河川により形成された湖東平野の一角をしめる。

### 地形

#### 山地
小高い山が平野に浮かぶように点在する。
主な山
- 雪野山
- 瓶割山
- 八幡山（鶴翼山）
- 岡山
- 長命寺山
- 津田山（奥島山）

#### 湖沼
琵琶湖上には同湖で最大の島である沖島と呼ばれる有人島がある。また市の北東部には、西の湖が水郷地帯を展開しており、「安土八幡の水郷」として琵琶湖八景の一つに数えられている。なお、同区域の一部は景観法に基づく「景観計画区域」に指定されている。
主な湖
- 琵琶湖
- 西の湖

#### 島嶼
主な島
- 沖島

### 人口
平成27年国勢調査より前回調査からの人口増減をみると、0.52％減の81,312人であり、増減率は県下19市町中8位。
| |                                            |  |
| 近江八幡市と全国の年齢別人口分布（2005年） | 近江八幡市の年齢・男女別人口分布（2005年） |  |
| ■紫色 ― 近江八幡市 ■緑色 ― 日本全国 | ■青色 ― 男性 ■赤色 ― 女性                  |  |
| 近江八幡市（に相当する地域）の人口の推移 \| 1970年（昭和45年） \| 52,171人 \| \| \| 1975年（昭和50年） \| 60,087人 \| \| \| 1980年（昭和55年） \| 70,772人 \| \| \| 1985年（昭和60年） \| 74,617人 \| \| \| 1990年（平成2年） \| 77,730人 \| \| \| 1995年（平成7年） \| 79,488人 \| \| \| 2000年（平成12年） \| 80,669人 \| \| \| 2005年（平成17年） \| 80,610人 \| \| \| 2010年（平成22年） \| 81,738人 \| \| \| 2015年（平成27年） \| 81,312人 \| \| \| 2020年（令和2年） \| 81,122人 \| \| |                                            |  |
| 総務省統計局 国勢調査より |                                            |  |
| 1970年（昭和45年） | 52,171人                                   |  |
| 1975年（昭和50年） | 60,087人                                   |  |
| 1980年（昭和55年） | 70,772人                                   |  |
| 1985年（昭和60年） | 74,617人                                   |  |
| 1990年（平成2年） | 77,730人                                   |  |
| 1995年（平成7年） | 79,488人                                   |  |
| 2000年（平成12年） | 80,669人                                   |  |
| 2005年（平成17年） | 80,610人                                   |  |
| 2010年（平成22年） | 81,738人                                   |  |
| 2015年（平成27年） | 81,312人                                   |  |
| 2020年（令和2年） | 81,122人                                   |  |

### 隣接自治体
滋賀県
- 東近江市
- 野洲市
- 蒲生郡
  -  竜王町

## 学区と自治会

### 近江八幡市の地区（幼稚園の通学区域）
- 八幡幼稚園

| 対象 通学区域  |
| -------------- |
| - 八幡小学校   |
| - 島小学校     |
| - 岡山小学校   |
| - 桐原東小学校 |

- 沖島幼稚園

| 対象 通学区域 |
| ------------- |
| - 沖島小学校  |

- 金田幼稚園

| 対象 通学区域 |
| ------------- |
| - 金田小学校  |

- 馬淵幼稚園

| 対象 通学区域  |
| -------------- |
| - 馬淵小学校   |
| - 桐原小学校   |
| - 桐原東小学校 |

- 北里幼稚園

| 対象 通学区域 |
| ------------- |
| - 北里小学校  |
| - 岡山小学校  |
| - 桐原小学校  |

### 近江八幡市の地区（小学校の学区に準拠）
- 八幡小学校（八幡学区）

| 自治会区名             | 町名 |
| ---------------------- | --- |
| １区                   | - 縄手町末 - 縄手町中 - 縄手町元 - 鍵之手町 - 慈恩寺町上 - 慈恩寺町中 - 慈恩寺町元 |
| ２区                   | - 鍛治屋町 - 新左衛門町 - 鉄砲町 - 生須町 - 薬師町 - 大工町 |
| ３区                   | - 江南町 - 玉屋町 - 東畳屋町 - 西畳屋町 - 博労町上 - 博労町中 - 博労町元 - 永原町上 - 永原町中 - 永原町元 - 間之町                                                                                       |
| ４区                   | - 仲屋町上 - 仲屋町中 - 仲屋町元 - 為心町上 - 為心町中 - 為心町元 |
| ５区                   | - 大杉町 - 宮内町 |
| ６区                   | - 魚屋町上 - 魚屋町中 - 魚屋町元 - 新町一丁目 - 新町二丁目 - 新町三丁目 - 新町四丁目 |
| ７区                   | - 玉木町一丁目 - 玉木町二丁目 - 正神町 - 小幡町上 - 小幡町中 |
| ８区                   | - 本町一丁目 - 本町二丁目 - 本町三丁目 - 本町四丁目 - 本町五丁目 |
| ９区                   | - 池田町一丁目 - 池田町二丁目 - 池田町三丁目 - 池田町四丁目 - 池田町五丁目 |
| １０区                 | - 板屋町 - 北末町 - 北元町 - 西元町 - 西末町 |
| １１区                 | - 元玉屋町 - 佐久間町 - 日杉町 - 孫平治町一丁目 - 孫平治町二丁目 |
| １２区                 | 土田町(下記の番地は除く) 土田町字南田136番地から同204番地 同266番地から同275番地 土田町1336番地 同1340番地から 1345番地 同1349番地 同1351番地 同1352番地 同1353番地 同1354番 地 同1369番地から同1376番地 |
| １３区                 | - 中村町 ● - 宇津呂町 |
| １４区                 | - 桜宮町 - 音羽町 - 出町 |
| １５区                 | - 八幡町 |
| １６区                 | - 船町 - 多賀町 |
| １７区                 | - 北之庄町 |
| １８区                 | - 市井町 ▲ |
| １９区                 | - 中村町 ● |
| ２０区                 | - 市井町 ▲ |
| 自治は 岡山学区 新栄町 | - 新栄町 |
| 自治は 岡山学区        | - 船木町2番地 |

新栄町は、昭和44年、八幡学区 西元町自治会に属していたが、昭和46年、岡山学区 小船木町自治会に属し、昭和49年に現在の岡山学区 新栄町として独立する。
1区から11区、15区、船町は元蒲生郡八幡町区域
12区、13区、14区、16区、17区、18区、19区、20区は元蒲生郡宇津呂村区域
- 岡山小学校（岡山学区）

| 自治会                | 町名                        |
| --------------------- | --------------------------- |
| 小船木町 小船木エコ村 | - 小船木町                  |
| 加茂町                | - 加茂町                    |
| 田中江町              | - 田中江町                  |
| 牧町                  | - 牧町                      |
| 元水茎町              | - 元水茎町                  |
| 大房町                | - 大房町                    |
| 船木町 山の手         | - 船木町(船木町2番地を除く) |
| 南津田町 山の手       | - 南津田町                  |
| 南津田町              | - 津田町                    |

岡山学区の区域は、ほとんどが元蒲生郡岡山村区域
- 島小学校（島学区）

| 自治会          | 町名                   |
| --------------- | ---------------------- |
| 円山町          | - 円山町               |
| 白王町          | - 白王町               |
| 島町            | - 島町                 |
| 北津田町 よし笛 | - 北津田町             |
| 中之庄町        | - 中之庄町             |
| 長命寺町        | - 長命寺町             |
| 大中町          | - 大中町               |
| 自治は 沖島学区 | - 沖島島内を除く沖島町 |

島学区の学区域は、ほとんどが元蒲生郡島村区域
- 沖島小学校（沖島学区）

| 自治会 | 町名                   |
| ------ | ---------------------- |
| 沖島町 | 沖島町(沖島島内に限る) |

沖島学区の学区域は、元蒲生郡島村区域
- 八幡中学校（八幡中学校区・八中）

| 学区（通学区域） |
| ---------------- |
| - 八幡小学校     |
| - 島小学校       |
| - 沖島小学校     |
| - 岡山小学校     |

- 金田小学校（金田学区）

| 自治会 | 町名                                                 |
| --- | ---------------------------------------------------- |
| 上田町 西上田町 | - 上田町                                             |
| 鷹飼町 西上田町 横八反田 鷹飼団地 近江八幡駅前自治会 県営住宅あゆみ会 ライオンズ自治会 ベルヴィタウン鷹飼自治会 鷹飼北連絡会自治会 | - 鷹飼町                                             |
| 西本郷町 近江八幡駅前自治会 | - 西本郷町                                           |
| 金剛寺町 | - 金剛寺町                                           |
| 杉森町 | - 杉森町                                             |
| 長田町 | - 長田町                                             |
| 西庄町 黒橋町 金田町 鷹飼北連絡会自治会                                                                                            | - 西庄町                                             |
| 浅小井町 | - 浅小井町                                           |
| 南本郷町 | - 南本郷町1丁目から3丁目                             |
| 若葉町 | - 若葉町1丁目から5丁目                               |
| 近江八幡駅前自治会 | - 鷹飼町東                                           |
| 近江八幡駅前自治会 ライオンズ自治会                                                                                                | - 鷹飼町南                                           |
| 近江八幡駅前自治会 鷹飼北連絡会自治会                                                                                              | - 鷹飼町北（一丁目から四丁目は、鷹飼北連絡会自治会） |
| 西本郷町 近江八幡駅前自治会 | - 西本郷町東                                         |
| 西本郷町 近江八幡駅前自治会 | - 西本郷町西                                         |

金田学区の学区域は、ほとんどが元蒲生郡金田村区域
- 馬淵小学校（馬淵学区）

| 自治会                                    | 町名       |
| ----------------------------------------- | ---------- |
| 馬淵 岩倉 岩倉団地 七ツ屋 新在家 南新在家 | - 馬淵町   |
| 東横関町                                  | - 東横関町 |
| 千僧供町                                  | - 千僧供町 |
| 東川町                                    | - 東川町   |
| 倉橋部町                                  | - 倉橋部町 |
| 浄土寺町                                  | - 浄土寺町 |
| 上畑町                                    | - 上畑町   |
| 新巻町                                    | - 新巻町   |
| 長福寺町                                  | - 長福寺町 |

馬淵学区の学区域は、ほとんどが元蒲生郡馬淵村区域
- 武佐小学校（武佐学区）

| 自治会 | 町名       |
| --- | ---------- |
| 武佐町 | - 武佐町   |
| 野田町 | - 野田町   |
| 友定町 | - 友定町   |
| 西生来町 | - 西生来町 |
| 長光寺町 | - 長光寺町 |
| 西宿町 | - 西宿町   |
| 御所内町 | - 御所内町 |
| 末広町1丁目 末広町2丁目 末広町3丁目 末広町4丁目 末広町5丁目 末広町6丁目 末広町7丁目 末広町8丁目 末広町9丁目 末広町10丁目 | - 末広町   |

武佐学区の学区域は、ほとんどが元蒲生郡武佐村区域
- 八幡東中学校（八幡東中学校区・東中）

| 学区（通学区域） |
| ---------------- |
| - 金田小学校     |
| - 馬淵小学校     |
| - 武佐小学校     |

- 桐原小学校（桐原学区）

| 自治会                                     | 町名 |
| ------------------------------------------ | --- |
| 竹町                                       | - 竹町 |
| 東町                                       | - 東町 |
| 池田本町 池田本町住吉 池田本町虹の町       | - 池田本町 |
| 森尻町                                     | - 森尻町 |
| 若宮町                                     | - 若宮町 |
| 大森町                                     | - 大森町 |
| 赤尾町                                     | - 赤尾町 |
| 安養寺町 安養寺町下の水所                  | - 安養寺町 |
| 上野町                                     | - 上野町 |
| 古川町 古川町新古川 古川町光が丘           | - 古川町 |
| 益田町                                     | - 益田町 |
| 篠原町                                     | - 篠原町1丁目から3丁目 |
| 緑町                                       | - 緑町1丁目から4丁目 |
| 柳町                                       | - 柳町1丁目から 3丁目 |
| 川原町                                     | - 川原町1丁目から2丁目 |
| 中小森町 中小森町新中小森 中小森町北中小森 | - 中小森町の一部(県道八木東横関線から西 の区域)同町字上芦田1番地から同17番地 字二本木18番地から 同32番地 字下手場33番地から同54番地 字林田55番地1 同55番地2 字徳利田132番地1 同133番地1 同136番地1 字小傳房137番地ら同154番地 字上二本木155番地から同165番地 字下鼡田166番地から同191番地 字上鼡田192番地から同233 番地 字石川234番地から同244番地 字力田245番地から同254番地 字下樋1詰255番地から同265番地 字江元266番地 同267番地2 同268番地1 字小呉345番地1 同346番地1 字上樋 1詰347番地から同363番地2 字下東小森364番地1から同404番地2 字北出405番地から同469番地 字西出470番地から同491番地 字東小森492番地から同524番地2 字新出525番地1 から 同641番地 字上呉642番地同643番地2 字五ノ坪738番地から同752番地2 同736番地1 字堂ノ前753番地から同782番地 字里ノ内784番地から788番地 字前出789番地から同832番地 字奥野833番地1から同876番地2 字寺前877番地から同922番地 同923番地から同964番地3 同965番地から同982 番地3 同983番地から同1061番地 字森川1062番地から同1224番地2 同1225番地から同1231番地 |
| 日吉野町 日吉野東 日吉野町幸橋             | - 日吉野町の一部(日吉野町字下熱田473番地から同478番地) |

桐原学区の学区域は、ほとんどが元蒲生郡桐原村区域
- 桐原東小学校（桐原東学区）

| 自治会                                     | 町名 |
| ------------------------------------------ | --- |
| 八木町 八木町桜ヶ丘                        | - 八木町 |
| 日吉野町 日吉野東 日吉野町幸橋             | - 日吉野町の一部(日吉野町字下熱田473番地から同478番地を除く) |
| 堀上町 堀上町五月                          | - 堀上町 |
| 白鳥町                                     | - 白鳥町 |
| 中小森町 中小森町新中小森 中小森町北中小森 | - 中小森町の一部(県道八木東横関線から東の区域) 同町字林田60番地1から同60番地7 同63番地1から同63番地6,同64番地2から同64番地36 字下柳65番地から同93番地 字下菅原94番地から同114番地 字野入115番地から同123番地 字徳利田124番地1から同124番地36 同129番地1 字江元267番地1 同267番地4 同267番地5 同269番地1から同269番地3 同270番地4から同270番地25 同273番地1 同273番地2 同274番地 字下六反276番地から286番地2 字中菅原287番地1から同307番地2 字苅上308番地1から同326番地2 字上六反327番地1から336番地6 字下呉337番地から同338番地7 同339番地1から同339番地3 同340番地 同341番地1から同341番地3 同342番地1から同342番地3 同343番地1から343番地4 同344番地1 同344番地3 字上呉645番地から同651番地(支号を含む) 字十ノ坪652番地から同662番地 字八ノ坪663番地から同680番地24 字イヨト681番地1から同698番地 字切戸699番地2から同713番地6 字五ノ 坪714番地から同725番地1 同726番地から同733番地 同733番地4 同733番地5 同734番地1 同734番地5 同735番地1から同735番地10 |
| 堀上町五月                                 | - 土田町字南田136番地から同204 番地 同266番地から同275番地 土田町1336番地 同1340番地から1345番地 同1349番地 同1351番地 同1352番地 同1353番地 同1354番地 同1369番地から同1376番地 |

1984年（昭和59年）4月1日に桐原小学校より分離し、桐原東小学校が新設。学校分離により、桐原小学校1158名、桐原東小学校 848名となる。
桐原東学区の学区域は、ほとんどが元蒲生郡桐原村区域
- 北里小学校（北里学区）

| 自治会   | 町名       |
| -------- | ---------- |
| 江頭町   | - 江頭町   |
| 十王町   | - 十王町   |
| 小田町   | - 小田町   |
| 野村町   | - 野村町   |
| 佐波江町 | - 佐波江町 |
| 水茎町   | - 水茎町   |
| 丸の内町 | - 丸の内町 |

北里学区の学区域は、ほとんどが元野洲郡北里村区域
- 八幡西中学校（八幡西中学校区・西中）

| 学区（通学区域） |
| ---------------- |
| - 桐原小学校     |
| - 桐原東小学校   |
| - 北里小学校     |

### 安土町の地区（幼稚園の通学区域）
- 安土幼稚園

| 対象 通学区域 |
| ------------- |
| - 安土小学校  |

### 安土町の地区（小学校の学区に準拠）
- 安土小学校（安土学区）

| 自治会                                                                                            | 町名           |
| ------------------------------------------------------------------------------------------------- | -------------- |
| 常楽寺 安土ニュータウン グリーンタウン安土 ベルヴィタウン安土 四ノ坪 八陣住宅 常の浜自治会        | - 安土町常楽寺 |
| 上出 上出東                                                                                       | - 安土町上出   |
| 香庄                                                                                              | - 安土町香庄   |
| 慈恩寺                                                                                            | - 安土町慈恩寺 |
| 中屋                                                                                              | - 安土町中屋   |
| 小中                                                                                              | - 安土町小中   |
| 上豊浦 西行団地 高田自治会 安土ディオタウン                                                       | - 安土町上豊浦 |
| 下豊浦 大船戸 十七 エスエスタウン下豊浦 弁天 北原 江ノ島 芦刈 芦刈新町 加賀住宅 上十六 高田自治会 | - 安土町下豊浦 |
| 桑実寺 衣笠台                                                                                     | - 安土町桑実寺 |
| 宮津                                                                                              | - 安土町宮津   |
| 大中                                                                                              | - 安土町大中   |

安土学区の学区域は、ほとんどが元蒲生郡安土村区域
- 老蘇小学校（老蘇学区）

| 自治会                                          | 町名           |
| ----------------------------------------------- | -------------- |
| 東老蘇 老蘇台                                   | - 安土町東老蘇 |
| 西老蘇 西老蘇新興宅地 老蘇団地 老蘇ニュータウン | - 安土町西老蘇 |
| 石寺                                            | - 安土町石寺   |
| 内野                                            | - 安土町内野   |

老蘇学区の学区域は、ほとんどが元蒲生郡老蘇村区域
安土中学校（安土中学校区・安土中）
| 学区（通学区域） |
| ---------------- |
| - 安土小学校     |
| - 老蘇小学校     |

## 歴史

### 近世
安土桃山時代の1585年～1590年、豊臣秀次が八幡城を築き、碁盤状の城下町を建設するとともに、織田信長が築いた安土城の城下町の人々を八幡（元八幡）城下に移した。
江戸時代には中山道六十九次の武佐宿が置かれた。
近江商人らが出入りした巨大な八幡花街があり、江戸時代後期が最盛期であったが、昭和前半にかけて衰退し、現存しない。

### 沿革
- 1954年（昭和29年）3月31日 - 蒲生郡八幡町・岡山村・金田村・桐原村・馬淵村が合併して近江八幡市（第1次）が発足。同年7月15日に市章を制定[4]。
- 1955年（昭和30年）3月3日 - 野洲郡北里村を編入。
- 1958年（昭和33年）2月1日 - 蒲生郡武佐村を編入。
- 1991年（平成3年） - 旧城下町の一部が「近江八幡市八幡伝統的建造物群保存地区」の名称で国の重要伝統的建造物群保存地区として選定。
- 2005年（平成17年）9月1日 - 市内水郷地域160haが景観法に基づく「景観計画区域」に全国初の指定。
- 2006年（平成18年）1月26日 - 「近江八幡の水郷」が日本で初めて重要文化的景観として選定。同年7月28日に集落部分が追加選定。
- 2010年（平成22年）3月21日 - 安土町と合併し、改めて近江八幡市が発足[5]。旧安土町地域に安土町地域自治区が設置。市章は変更されず。

| 所 属 郡 | 明治以前         | 明治以前   | 明治初年 - 明治22年               | 明治22年 4月1日 町村制施行 | 明治22年 - 大正15年        | 昭和元年 - 昭和19年         | 昭和20年 - 昭和29年        | 昭和30年 - 昭和64年             | 平成元年 - 現在            | 現在       |
| -------- | ---------------- | ---------- | --------------------------------- | -------------------------- | -------------------------- | --------------------------- | -------------------------- | ------------------------------- | -------------------------- | ---------- |
| 蒲 生 郡 | 江頭村           | 江頭村     | 江頭村                            | 北里村                     | 北里村                     | 北里村                      | 北里村                     | 昭和30年3月3日 近江八幡市に編入 | 平成22年3月21日 近江八幡市 | 近江八幡市 |
| 蒲 生 郡 | 十王町村         | 十王町村   | 十王町村                          | 北里村                     | 北里村                     | 北里村                      | 北里村                     | 昭和30年3月3日 近江八幡市に編入 | 平成22年3月21日 近江八幡市 | 近江八幡市 |
| 蒲 生 郡 | 小田村           | 小田村     | 小田村                            | 北里村                     | 北里村                     | 北里村                      | 北里村                     | 昭和30年3月3日 近江八幡市に編入 | 平成22年3月21日 近江八幡市 | 近江八幡市 |
| 蒲 生 郡 | 野村             | 野村       | 明治7年から 明治12年までの間 野村 | 北里村                     | 北里村                     | 北里村                      | 北里村                     | 昭和30年3月3日 近江八幡市に編入 | 平成22年3月21日 近江八幡市 | 近江八幡市 |
| 蒲 生 郡 | 末吉新田         |            | 明治7年から 明治12年までの間 野村 | 北里村                     | 北里村                     | 北里村                      | 北里村                     | 昭和30年3月3日 近江八幡市に編入 | 平成22年3月21日 近江八幡市 | 近江八幡市 |
| 蒲 生 郡 | 野村新田         | 野村新田   | 明治8年 佐波江村                  | 北里村                     | 北里村                     | 北里村                      | 北里村                     | 昭和30年3月3日 近江八幡市に編入 | 平成22年3月21日 近江八幡市 | 近江八幡市 |
| 蒲 生 郡 | 井狩新田         |            | 明治8年 佐波江村                  | 北里村                     | 北里村                     | 北里村                      | 北里村                     | 昭和30年3月3日 近江八幡市に編入 | 平成22年3月21日 近江八幡市 | 近江八幡市 |
| 野 洲 郡 | 八幡町           | 八幡町     | 八幡町                            | 八幡町                     | 八幡町                     | 八幡町                      | 昭和29年3月31日 近江八幡市 | 近江八幡市                      | 平成22年3月21日 近江八幡市 | 近江八幡市 |
| 野 洲 郡 | 林村             | 林村       | 明治7年 改称 大林村               | 宇津呂村                   | 昭和8年3月3日 八幡町に編入 | 八幡町                      | 昭和29年3月31日 近江八幡市 | 近江八幡市                      | 平成22年3月21日 近江八幡市 | 近江八幡市 |
| 野 洲 郡 | 中村             | 中村       | 中村                              | 宇津呂村                   | 昭和8年3月3日 八幡町に編入 | 八幡町                      | 昭和29年3月31日 近江八幡市 | 近江八幡市                      | 平成22年3月21日 近江八幡市 | 近江八幡市 |
| 野 洲 郡 | 宇津呂村         | 宇津呂村   | 宇津呂村                          | 宇津呂村                   | 昭和8年3月3日 八幡町に編入 | 八幡町                      | 昭和29年3月31日 近江八幡市 | 近江八幡市                      | 平成22年3月21日 近江八幡市 | 近江八幡市 |
| 野 洲 郡 | 市井村           | 市井村     | 市井村                            | 宇津呂村                   | 昭和8年3月3日 八幡町に編入 | 八幡町                      | 昭和29年3月31日 近江八幡市 | 近江八幡市                      | 平成22年3月21日 近江八幡市 | 近江八幡市 |
| 野 洲 郡 | 多賀村           | 多賀村     | 多賀村                            | 宇津呂村                   | 昭和8年3月3日 八幡町に編入 | 八幡町                      | 昭和29年3月31日 近江八幡市 | 近江八幡市                      | 平成22年3月21日 近江八幡市 | 近江八幡市 |
| 野 洲 郡 | 北之庄村         | 北之庄村   | 明治7年 北之庄村                  | 宇津呂村                   | 昭和8年3月3日 八幡町に編入 | 八幡町                      | 昭和29年3月31日 近江八幡市 | 近江八幡市                      | 平成22年3月21日 近江八幡市 | 近江八幡市 |
| 野 洲 郡 | 梅原新田         |            | 明治7年 北之庄村                  | 宇津呂村                   | 昭和8年3月3日 八幡町に編入 | 八幡町                      | 昭和29年3月31日 近江八幡市 | 近江八幡市                      | 平成22年3月21日 近江八幡市 | 近江八幡市 |
| 野 洲 郡 | 土田村           | 土田村     | 土田村                            | 宇津呂村                   | 昭和8年3月3日 八幡町に編入 | 八幡町                      | 昭和29年3月31日 近江八幡市 | 近江八幡市                      | 平成22年3月21日 近江八幡市 | 近江八幡市 |
| 野 洲 郡 | 奥島村           | 奥島村     | 奥島村                            | 島村                       | 島村                       | 昭和26年4月1日 八幡町に編入 | 昭和29年3月31日 近江八幡市 | 近江八幡市                      | 平成22年3月21日 近江八幡市 | 近江八幡市 |
| 野 洲 郡 | 円山村           | 円山村     | 明治8年 円山村                    | 島村                       | 島村                       | 昭和26年4月1日 八幡町に編入 | 昭和29年3月31日 近江八幡市 | 近江八幡市                      | 平成22年3月21日 近江八幡市 | 近江八幡市 |
| 野 洲 郡 | 比牟礼新田       |            | 明治8年 円山村                    | 島村                       | 島村                       | 昭和26年4月1日 八幡町に編入 | 昭和29年3月31日 近江八幡市 | 近江八幡市                      | 平成22年3月21日 近江八幡市 | 近江八幡市 |
| 野 洲 郡 | 王ノ浜村         | 王ノ浜村   | 明治12年 白王村                   | 島村                       | 島村                       | 昭和26年4月1日 八幡町に編入 | 昭和29年3月31日 近江八幡市 | 近江八幡市                      | 平成22年3月21日 近江八幡市 | 近江八幡市 |
| 野 洲 郡 | 白部村           |            | 明治12年 白王村                   | 島村                       | 島村                       | 昭和26年4月1日 八幡町に編入 | 昭和29年3月31日 近江八幡市 | 近江八幡市                      | 平成22年3月21日 近江八幡市 | 近江八幡市 |
| 野 洲 郡 | 北津田村         | 北津田村   | 北津田村                          | 島村                       | 島村                       | 昭和26年4月1日 八幡町に編入 | 昭和29年3月31日 近江八幡市 | 近江八幡市                      | 平成22年3月21日 近江八幡市 | 近江八幡市 |
| 野 洲 郡 | 中之庄村         | 中之庄村   | 中之庄村                          | 島村                       | 島村                       | 昭和26年4月1日 八幡町に編入 | 昭和29年3月31日 近江八幡市 | 近江八幡市                      | 平成22年3月21日 近江八幡市 | 近江八幡市 |
| 野 洲 郡 | 沖島村           | 沖島村     | 沖島村                            | 島村                       | 島村                       | 昭和26年4月1日 八幡町に編入 | 昭和29年3月31日 近江八幡市 | 近江八幡市                      | 平成22年3月21日 近江八幡市 | 近江八幡市 |
| 野 洲 郡 | 田中江村         | 田中江村   | 明治8年 田中江村                  | 岡山村                     | 岡山村                     | 岡山村                      | 昭和29年3月31日 近江八幡市 | 近江八幡市                      | 平成22年3月21日 近江八幡市 | 近江八幡市 |
| 野 洲 郡 | 田中江十林寺新田 |            | 明治8年 田中江村                  | 岡山村                     | 岡山村                     | 岡山村                      | 昭和29年3月31日 近江八幡市 | 近江八幡市                      | 平成22年3月21日 近江八幡市 | 近江八幡市 |
| 野 洲 郡 | 十林寺村         |            | 明治8年 田中江村                  | 岡山村                     | 岡山村                     | 岡山村                      | 昭和29年3月31日 近江八幡市 | 近江八幡市                      | 平成22年3月21日 近江八幡市 | 近江八幡市 |
| 野 洲 郡 | 東畑中新田       | 東畑中新田 | 明治7年 加茂村                    | 岡山村                     | 岡山村                     | 岡山村                      | 昭和29年3月31日 近江八幡市 | 近江八幡市                      | 平成22年3月21日 近江八幡市 | 近江八幡市 |
| 野 洲 郡 | 小西新田         |            | 明治7年 加茂村                    | 岡山村                     | 岡山村                     | 岡山村                      | 昭和29年3月31日 近江八幡市 | 近江八幡市                      | 平成22年3月21日 近江八幡市 | 近江八幡市 |
| 野 洲 郡 | 西鍛冶村         |            | 明治7年 加茂村                    | 岡山村                     | 岡山村                     | 岡山村                      | 昭和29年3月31日 近江八幡市 | 近江八幡市                      | 平成22年3月21日 近江八幡市 | 近江八幡市 |
| 野 洲 郡 | 西出村           |            | 明治7年 加茂村                    | 岡山村                     | 岡山村                     | 岡山村                      | 昭和29年3月31日 近江八幡市 | 近江八幡市                      | 平成22年3月21日 近江八幡市 | 近江八幡市 |
| 野 洲 郡 | 西畑中村         |            | 明治7年 加茂村                    | 岡山村                     | 岡山村                     | 岡山村                      | 昭和29年3月31日 近江八幡市 | 近江八幡市                      | 平成22年3月21日 近江八幡市 | 近江八幡市 |
| 野 洲 郡 | 東畑中村         |            | 明治7年 加茂村                    | 岡山村                     | 岡山村                     | 岡山村                      | 昭和29年3月31日 近江八幡市 | 近江八幡市                      | 平成22年3月21日 近江八幡市 | 近江八幡市 |
| 野 洲 郡 | 東中小路村       |            | 明治7年 加茂村                    | 岡山村                     | 岡山村                     | 岡山村                      | 昭和29年3月31日 近江八幡市 | 近江八幡市                      | 平成22年3月21日 近江八幡市 | 近江八幡市 |
| 野 洲 郡 | 西中小路村       |            | 明治7年 加茂村                    | 岡山村                     | 岡山村                     | 岡山村                      | 昭和29年3月31日 近江八幡市 | 近江八幡市                      | 平成22年3月21日 近江八幡市 | 近江八幡市 |
| 野 洲 郡 | 小西村           |            | 明治7年 加茂村                    | 岡山村                     | 岡山村                     | 岡山村                      | 昭和29年3月31日 近江八幡市 | 近江八幡市                      | 平成22年3月21日 近江八幡市 | 近江八幡市 |
| 野 洲 郡 | 寺内村           |            | 明治7年 加茂村                    | 岡山村                     | 岡山村                     | 岡山村                      | 昭和29年3月31日 近江八幡市 | 近江八幡市                      | 平成22年3月21日 近江八幡市 | 近江八幡市 |
| 野 洲 郡 | 東鍛冶村         |            | 明治7年 加茂村                    | 岡山村                     | 岡山村                     | 岡山村                      | 昭和29年3月31日 近江八幡市 | 近江八幡市                      | 平成22年3月21日 近江八幡市 | 近江八幡市 |
| 野 洲 郡 | 牧村             | 牧村       | 明治7年 牧村                      | 岡山村                     | 岡山村                     | 岡山村                      | 昭和29年3月31日 近江八幡市 | 近江八幡市                      | 平成22年3月21日 近江八幡市 | 近江八幡市 |
| 野 洲 郡 | 牧村新田         |            | 明治7年 牧村                      | 岡山村                     | 岡山村                     | 岡山村                      | 昭和29年3月31日 近江八幡市 | 近江八幡市                      | 平成22年3月21日 近江八幡市 | 近江八幡市 |
| 野 洲 郡 | 大房村           | 大房村     | 明治7年 大房村                    | 岡山村                     | 岡山村                     | 岡山村                      | 昭和29年3月31日 近江八幡市 | 近江八幡市                      | 平成22年3月21日 近江八幡市 | 近江八幡市 |
| 野 洲 郡 | 大房新田         |            | 明治7年 大房村                    | 岡山村                     | 岡山村                     | 岡山村                      | 昭和29年3月31日 近江八幡市 | 近江八幡市                      | 平成22年3月21日 近江八幡市 | 近江八幡市 |
| 野 洲 郡 | 南津田村         | 南津田村   | 明治7年 南津田村                  | 岡山村                     | 岡山村                     | 岡山村                      | 昭和29年3月31日 近江八幡市 | 近江八幡市                      | 平成22年3月21日 近江八幡市 | 近江八幡市 |
| 野 洲 郡 | 津田栄新田       |            | 明治7年 南津田村                  | 岡山村                     | 岡山村                     | 岡山村                      | 昭和29年3月31日 近江八幡市 | 近江八幡市                      | 平成22年3月21日 近江八幡市 | 近江八幡市 |
| 野 洲 郡 | 船木村           | 船木村     | 船木村                            | 岡山村                     | 岡山村                     | 岡山村                      | 昭和29年3月31日 近江八幡市 | 近江八幡市                      | 平成22年3月21日 近江八幡市 | 近江八幡市 |
| 野 洲 郡 | 小船木村         | 小船木村   | 小船木村                          | 岡山村                     | 岡山村                     | 岡山村                      | 昭和29年3月31日 近江八幡市 | 近江八幡市                      | 平成22年3月21日 近江八幡市 | 近江八幡市 |
| 野 洲 郡 | 大手村           | 大手村     | 明治7年 金剛寺村                  | 金田村                     | 金田村                     | 金田村                      | 昭和29年3月31日 近江八幡市 | 近江八幡市                      | 平成22年3月21日 近江八幡市 | 近江八幡市 |
| 野 洲 郡 | 九之里村         |            | 明治7年 金剛寺村                  | 金田村                     | 金田村                     | 金田村                      | 昭和29年3月31日 近江八幡市 | 近江八幡市                      | 平成22年3月21日 近江八幡市 | 近江八幡市 |
| 野 洲 郡 | 西本郷村         | 西本郷村   | 西本郷村                          | 金田村                     | 金田村                     | 金田村                      | 昭和29年3月31日 近江八幡市 | 近江八幡市                      | 平成22年3月21日 近江八幡市 | 近江八幡市 |
| 野 洲 郡 | 鷹飼村           | 鷹飼村     | 鷹飼村                            | 金田村                     | 金田村                     | 金田村                      | 昭和29年3月31日 近江八幡市 | 近江八幡市                      | 平成22年3月21日 近江八幡市 | 近江八幡市 |
| 野 洲 郡 | 上田村           | 上田村     | 上田村                            | 金田村                     | 金田村                     | 金田村                      | 昭和29年3月31日 近江八幡市 | 近江八幡市                      | 平成22年3月21日 近江八幡市 | 近江八幡市 |
| 野 洲 郡 | 杉森村           | 杉森村     | 杉森村                            | 金田村                     | 金田村                     | 金田村                      | 昭和29年3月31日 近江八幡市 | 近江八幡市                      | 平成22年3月21日 近江八幡市 | 近江八幡市 |
| 野 洲 郡 | 長田村           | 長田村     | 長田村                            | 金田村                     | 金田村                     | 金田村                      | 昭和29年3月31日 近江八幡市 | 近江八幡市                      | 平成22年3月21日 近江八幡市 | 近江八幡市 |
| 野 洲 郡 | 西庄村           | 西庄村     | 西庄村                            | 金田村                     | 金田村                     | 金田村                      | 昭和29年3月31日 近江八幡市 | 近江八幡市                      | 平成22年3月21日 近江八幡市 | 近江八幡市 |
| 野 洲 郡 | 浅小井村         | 浅小井村   | 浅小井村                          | 金田村                     | 金田村                     | 金田村                      | 昭和29年3月31日 近江八幡市 | 近江八幡市                      | 平成22年3月21日 近江八幡市 | 近江八幡市 |
| 野 洲 郡 | 中小森村         | 中小森村   | 中小森村                          | 桐原村                     | 桐原村                     | 桐原村                      | 昭和29年3月31日 近江八幡市 | 近江八幡市                      | 平成22年3月21日 近江八幡市 | 近江八幡市 |
| 野 洲 郡 | 八木村           | 八木村     | 八木村                            | 桐原村                     | 桐原村                     | 桐原村                      | 昭和29年3月31日 近江八幡市 | 近江八幡市                      | 平成22年3月21日 近江八幡市 | 近江八幡市 |
| 野 洲 郡 | 森尻村           | 森尻村     | 森尻村                            | 桐原村                     | 桐原村                     | 桐原村                      | 昭和29年3月31日 近江八幡市 | 近江八幡市                      | 平成22年3月21日 近江八幡市 | 近江八幡市 |
| 野 洲 郡 | 古川村           | 古川村     | 古川村                            | 桐原村                     | 桐原村                     | 桐原村                      | 昭和29年3月31日 近江八幡市 | 近江八幡市                      | 平成22年3月21日 近江八幡市 | 近江八幡市 |
| 野 洲 郡 | 安養寺村         | 安養寺村   | 安養寺村                          | 桐原村                     | 桐原村                     | 桐原村                      | 昭和29年3月31日 近江八幡市 | 近江八幡市                      | 平成22年3月21日 近江八幡市 | 近江八幡市 |
| 野 洲 郡 | 池田村           | 池田村     | 池田村                            | 桐原村                     | 桐原村                     | 桐原村                      | 昭和29年3月31日 近江八幡市 | 近江八幡市                      | 平成22年3月21日 近江八幡市 | 近江八幡市 |
| 野 洲 郡 | 東村             | 東村       | 東村                              | 桐原村                     | 桐原村                     | 桐原村                      | 昭和29年3月31日 近江八幡市 | 近江八幡市                      | 平成22年3月21日 近江八幡市 | 近江八幡市 |
| 野 洲 郡 | 竹村             | 竹村       | 竹村                              | 桐原村                     | 桐原村                     | 桐原村                      | 昭和29年3月31日 近江八幡市 | 近江八幡市                      | 平成22年3月21日 近江八幡市 | 近江八幡市 |
| 野 洲 郡 | 馬淵村           | 馬淵村     | 明治7年 馬淵村                    | 馬淵村                     | 馬淵村                     | 馬淵村                      | 昭和29年3月31日 近江八幡市 | 近江八幡市                      | 平成22年3月21日 近江八幡市 | 近江八幡市 |
| 野 洲 郡 | 岩倉村           |            | 明治7年 馬淵村                    | 馬淵村                     | 馬淵村                     | 馬淵村                      | 昭和29年3月31日 近江八幡市 | 近江八幡市                      | 平成22年3月21日 近江八幡市 | 近江八幡市 |
| 野 洲 郡 | 東横関村         | 東横関村   | 東横関村                          | 馬淵村                     | 馬淵村                     | 馬淵村                      | 昭和29年3月31日 近江八幡市 | 近江八幡市                      | 平成22年3月21日 近江八幡市 | 近江八幡市 |
| 野 洲 郡 | 千僧供村         | 千僧供村   | 千僧供村                          | 馬淵村                     | 馬淵村                     | 馬淵村                      | 昭和29年3月31日 近江八幡市 | 近江八幡市                      | 平成22年3月21日 近江八幡市 | 近江八幡市 |
| 野 洲 郡 | 東川村           | 東川村     | 東川村                            | 馬淵村                     | 馬淵村                     | 馬淵村                      | 昭和29年3月31日 近江八幡市 | 近江八幡市                      | 平成22年3月21日 近江八幡市 | 近江八幡市 |
| 野 洲 郡 | 上畑村           | 上畑村     | 上畑村                            | 馬淵村                     | 馬淵村                     | 馬淵村                      | 昭和29年3月31日 近江八幡市 | 近江八幡市                      | 平成22年3月21日 近江八幡市 | 近江八幡市 |
| 野 洲 郡 | 倉橋部村         | 倉橋部村   | 倉橋部村                          | 馬淵村                     | 馬淵村                     | 馬淵村                      | 昭和29年3月31日 近江八幡市 | 近江八幡市                      | 平成22年3月21日 近江八幡市 | 近江八幡市 |
| 野 洲 郡 | 浄土寺村         | 浄土寺村   | 浄土寺村                          | 馬淵村                     | 馬淵村                     | 馬淵村                      | 昭和29年3月31日 近江八幡市 | 近江八幡市                      | 平成22年3月21日 近江八幡市 | 近江八幡市 |
| 野 洲 郡 | 新巻村           | 新巻村     | 新巻村                            | 馬淵村                     | 馬淵村                     | 馬淵村                      | 昭和29年3月31日 近江八幡市 | 近江八幡市                      | 平成22年3月21日 近江八幡市 | 近江八幡市 |
| 野 洲 郡 | 長福寺村         | 長福寺村   | 長福寺村                          | 馬淵村                     | 馬淵村                     | 馬淵村                      | 昭和29年3月31日 近江八幡市 | 近江八幡市                      | 平成22年3月21日 近江八幡市 | 近江八幡市 |
| 野 洲 郡 | 武佐村           | 武佐村     | 武佐村                            | 武佐村                     | 武佐村                     | 武佐村                      | 武佐村                     | 昭和33年2月1日 近江八幡市に編入 | 平成22年3月21日 近江八幡市 | 近江八幡市 |
| 野 洲 郡 | 長光寺村         | 長光寺村   | 長光寺村                          | 武佐村                     | 武佐村                     | 武佐村                      | 武佐村                     | 昭和33年2月1日 近江八幡市に編入 | 平成22年3月21日 近江八幡市 | 近江八幡市 |
| 野 洲 郡 | 西宿村           | 西宿村     | 西宿村                            | 武佐村                     | 武佐村                     | 武佐村                      | 武佐村                     | 昭和33年2月1日 近江八幡市に編入 | 平成22年3月21日 近江八幡市 | 近江八幡市 |
| 野 洲 郡 | 御所内村         | 御所内村   | 御所内村                          | 武佐村                     | 武佐村                     | 武佐村                      | 武佐村                     | 昭和33年2月1日 近江八幡市に編入 | 平成22年3月21日 近江八幡市 | 近江八幡市 |
| 野 洲 郡 | 友定村           | 友定村     | 友定村                            | 武佐村                     | 武佐村                     | 武佐村                      | 武佐村                     | 昭和33年2月1日 近江八幡市に編入 | 平成22年3月21日 近江八幡市 | 近江八幡市 |
| 野 洲 郡 | 西生来村         | 西生来村   | 西生来村                          | 武佐村                     | 武佐村                     | 武佐村                      | 武佐村                     | 昭和33年2月1日 近江八幡市に編入 | 平成22年3月21日 近江八幡市 | 近江八幡市 |
| 野 洲 郡 | 西生来村         | 西生来村   | 明治8年 分立 南野村               | 武佐村                     | 武佐村                     | 武佐村                      | 武佐村                     | 昭和33年2月1日 近江八幡市に編入 | 平成22年3月21日 近江八幡市 | 近江八幡市 |
| 野 洲 郡 | 野田村           | 野田村     | 野田村                            | 武佐村                     | 武佐村                     | 武佐村                      | 武佐村                     | 昭和33年2月1日 近江八幡市に編入 | 平成22年3月21日 近江八幡市 | 近江八幡市 |
| 野 洲 郡 | 八幡新田         | 八幡新田   | 明治7年 常楽寺村                  | 安土村                     | 安土村                     | 安土村                      | 昭和29年4月1日 安土町      | 安土町                          | 平成22年3月21日 近江八幡市 | 近江八幡市 |
| 野 洲 郡 | 常楽寺村         | 一部を除く | 明治7年 常楽寺村                  | 安土村                     | 安土村                     | 安土村                      | 昭和29年4月1日 安土町      | 安土町                          | 平成22年3月21日 近江八幡市 | 近江八幡市 |
| 野 洲 郡 | 常楽寺村         | 一部       | 明治7年 分立 上出村               | 安土村                     | 安土村                     | 安土村                      | 昭和29年4月1日 安土町      | 安土町                          | 平成22年3月21日 近江八幡市 | 近江八幡市 |
| 野 洲 郡 | 中屋村           | 中屋村     | 中屋村                            | 安土村                     | 安土村                     | 安土村                      | 昭和29年4月1日 安土町      | 安土町                          | 平成22年3月21日 近江八幡市 | 近江八幡市 |
| 野 洲 郡 | 慈恩寺村         | 慈恩寺村   | 慈恩寺村                          | 安土村                     | 安土村                     | 安土村                      | 昭和29年4月1日 安土町      | 安土町                          | 平成22年3月21日 近江八幡市 | 近江八幡市 |
| 野 洲 郡 | 香庄村           | 香庄村     | 香庄村                            | 安土村                     | 安土村                     | 安土村                      | 昭和29年4月1日 安土町      | 安土町                          | 平成22年3月21日 近江八幡市 | 近江八幡市 |
| 野 洲 郡 | 小中村           | 小中村     | 小中村                            | 安土村                     | 安土村                     | 安土村                      | 昭和29年4月1日 安土町      | 安土町                          | 平成22年3月21日 近江八幡市 | 近江八幡市 |
| 野 洲 郡 | 上豊浦村         | 上豊浦村   | 上豊浦村                          | 安土村                     | 安土村                     | 安土村                      | 昭和29年4月1日 安土町      | 安土町                          | 平成22年3月21日 近江八幡市 | 近江八幡市 |
| 野 洲 郡 | 桑実寺村         | 一部を除く | 桑実寺村                          | 安土村                     | 安土村                     | 安土村                      | 昭和29年4月1日 安土町      | 安土町                          | 平成22年3月21日 近江八幡市 | 近江八幡市 |
| 野 洲 郡 | 桑実寺村         | 一部       | 明治12年 分立 宮津村              | 安土村                     | 安土村                     | 安土村                      | 昭和29年4月1日 安土町      | 安土町                          | 平成22年3月21日 近江八幡市 | 近江八幡市 |
| 野 洲 郡 | 下豊浦村         | 下豊浦村   | 下豊浦村                          | 安土村                     | 安土村                     | 安土村                      | 昭和29年4月1日 安土町      | 安土町                          | 平成22年3月21日 近江八幡市 | 近江八幡市 |
| 野 洲 郡 | 石寺村           | 石寺村     | 石寺村                            | 老蘇村                     | 老蘇村                     | 老蘇村                      | 昭和29年4月1日 安土町      | 安土町                          | 平成22年3月21日 近江八幡市 | 近江八幡市 |
| 野 洲 郡 | 内野村           | 内野村     | 内野村                            | 老蘇村                     | 老蘇村                     | 老蘇村                      | 昭和29年4月1日 安土町      | 安土町                          | 平成22年3月21日 近江八幡市 | 近江八幡市 |
| 野 洲 郡 | 東老蘇村         | 東老蘇村   | 東老蘇村                          | 老蘇村                     | 老蘇村                     | 老蘇村                      | 昭和29年4月1日 安土町      | 安土町                          | 平成22年3月21日 近江八幡市 | 近江八幡市 |
| 野 洲 郡 | 西老蘇村         | 西老蘇村   | 西老蘇村                          | 老蘇村                     | 老蘇村                     | 老蘇村                      | 昭和29年4月1日 安土町      | 安土町                          | 平成22年3月21日 近江八幡市 | 近江八幡市 |

## 政治

### 行政

#### 市長
- 市長：小西理（2022年4月25日就任、2期目）

歴代市長
- （旧）近江八幡市

1. 井上孫治郎（1954年～1966年）
2. 井狩貞之（1966年～1982年）
3. 奥野泰三（1982年～1986年）
4. 奥野登（1986年～1994年）
5. 玉田盛二（1994年～1998年）
6. 川端五兵衞（1998年～2006年）
7. 冨士谷英正（2006年～2010年3月20日）

- （新）近江八幡市

市長職務執行者 冨士谷英正（2010年3月21日～2010年4月17日）
市長職務執行者職務代理者 山田義和（近江八幡市総務部長） （2010年4月18日～2010年4月25日）
1. 冨士谷英正（2010年4月25日～2018年4月24日）
2. 小西理（2018年4月25日～2022年4月24日）
3. 小西理　(2022年4月24日～)

#### 市民憲章
2015年（平成27年）3月18日制定。条文各章の頭文字をつなげると「お・う・み・は・ち・まん」となる。
わたくしたち近江八幡市民は、平和で明るく豊かな生活をおくるため、この憲章を定めます。
一 お互いを敬い、心のふれ合う、明るいまちをつくりましょう。
一 美しい心と、からだをきたえ、健やかなまちをつくりましょう。
一 水と緑を大切に、歴史と文化の薫る、美しいまちをつくりましょう。
一 働くことをよろこび、仕事にはげみ、豊かなまちをつくりましょう。
一 地域の絆を深め、知恵と力を合わせ、協働のまちをつくりましょう。
一 満面の笑み、心豊かな、ぬくもりあふれるまちをつくりましょう。

### 議会

#### 市議会
定数:24

## 施設

### 警察
警察署
- 滋賀県近江八幡警察署

交番
- 近江八幡駅前交番（近江八幡市鷹飼町）
- 八幡山交番（近江八幡市鍛治屋町）
- 武佐交番（近江八幡市友定町）

警察官駐在所
- 馬淵警察官駐在所（近江八幡市馬淵町）
- 桐原警察官駐在所（近江八幡市中小森町）
- 篠原駅前警察官駐在所（近江八幡市上野町）
- 北里警察官駐在所（近江八幡市江頭町）
- 安土警察官駐在所（近江八幡市安土町上豊浦）

水上派出所
- 近江八幡水上派出所（近江八幡市長命寺町）

### 消防
消防署
- 東近江行政組合近江八幡消防署（近江八幡市小船木町819）

### 医療
主な病院
- 近江八幡市立総合医療センター

### 運動施設
- 近江八幡運動公園（津田町）
- 近江八幡市駅南総合スポーツ施設 サン・ビレッジ近江八幡（鷹飼町）
- あづちマリエート（安土町桑実寺）
- 近江八幡市立健康ふれあい公園（竹町）

### 葬祭施設
火葬場
- さざなみ浄苑（船木町）

## 対外関係

### 姉妹都市・提携都市
姉妹都市とは別に「夫婦（めおと）都市」と「兄弟都市」の盟約を締結している全国でも珍しい都市である。

#### 海外
兄弟都市
- レブンワース市（アメリカ合衆国カンザス州）
  - 1997年（平成9年）2月 - 近江兄弟社の創設者であり名誉市民であるヴォーリズの出身地。

姉妹都市
- グランドラピッズ市（アメリカ合衆国ミシガン州）
  - 1986年（昭和61年）8月 - 姉妹都市提携。
- 密陽市（大韓民国慶尚南道）
  - 1994年（平成6年）12月 - 姉妹都市提携。
- マントヴァ市（イタリア共和国ロンバルディア州）
  - 2005年（平成17年）2月 - 旧安土町と姉妹都市提携。

#### 国内
夫婦都市
- 富士宮市（静岡県）
  - 1968年（昭和43年）8月 - 大太法師（ダイダラボッチ）が近江の土を掘って富士山を作り、その掘った跡に琵琶湖ができたという伝説による[10]。

姉妹都市
- 松前町（北海道渡島総合振興局松前郡）
  - 1984年（昭和59年）10月 - 姉妹都市提携。
- 上ノ国町（北海道檜山振興局檜山郡）
  - 1997年（平成9年）11月 - 旧安土町と姉妹都市提携。

その他
- 織田信長サミット
織田信長との関係が深い市町および関係を大切にしている市町の集まりに参加している。

## 経済

### 第一次産業

#### 農業
協同組合
- グリーン近江農業協同組合

#### 漁業
主な漁港
- 沖島漁港

### 第二次産業

#### 工業
- 製薬

### 金融機関
銀行
- 滋賀銀行
- 関西みらい銀行（旧びわこ銀行）
- 京都銀行

協同組織金融機関
- 滋賀中央信用金庫（旧近江八幡信用金庫）
- 湖東信用金庫
- 近畿労働金庫 - ローンセンターとATMのみ

日本郵政
- ゆうちょ銀行（郵便局）

農協・生協
- グリーン近江農業協同組合

### 拠点を置く企業
- たねや（クラブハリエ）
- 新日本カーボン
- 近江兄弟社
- 日吉
- アインズ
- ヤマプラ

## 教育

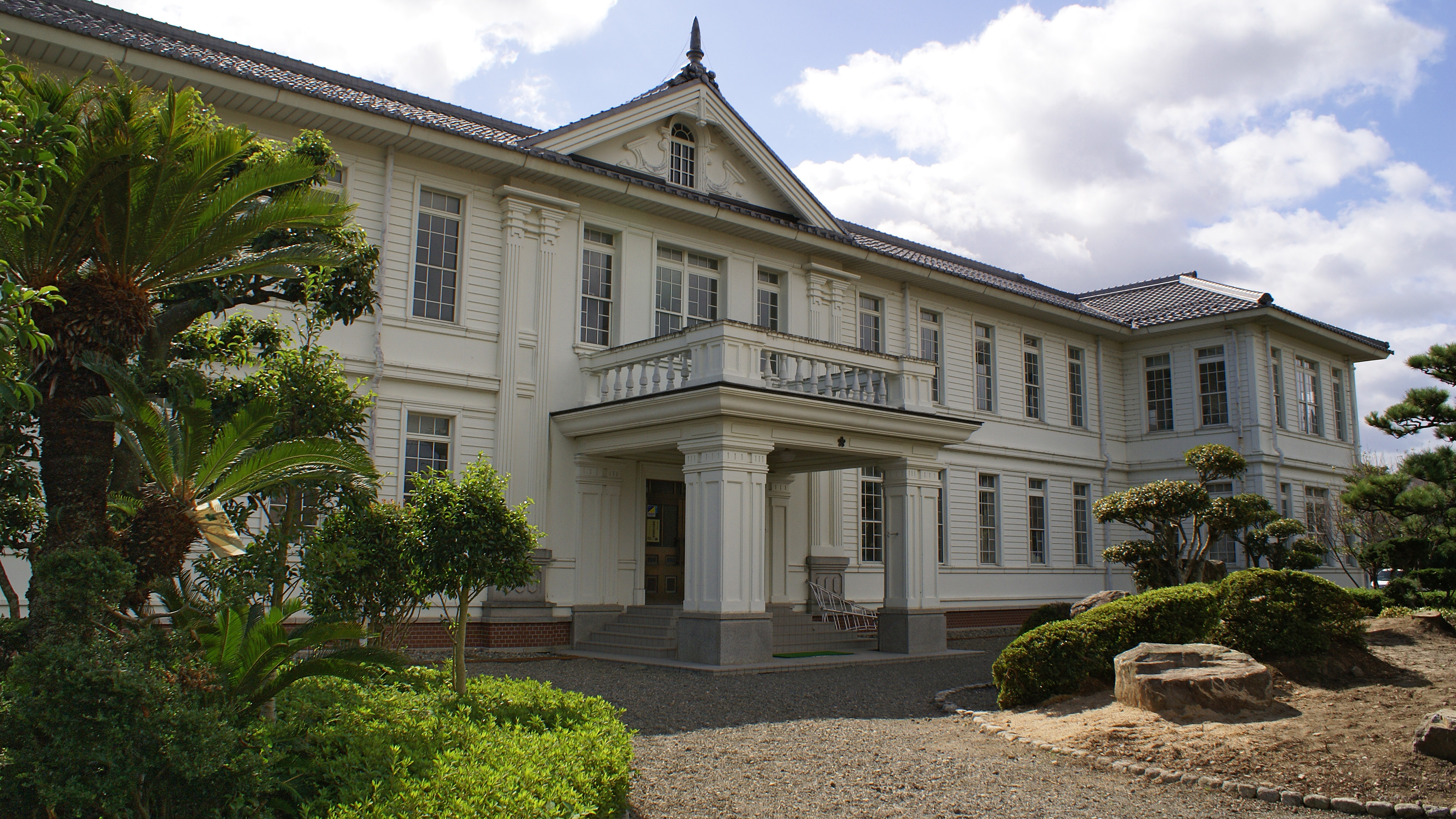
近江八幡市立八幡小学校

### 高等学校
公立
- 滋賀県立八幡高等学校（堀上町）
- 滋賀県立八幡工業高等学校（西庄町）
- 滋賀県立八幡商業高等学校（宇津呂町）

私立
- 近江兄弟社高等学校（市井町）

### 中学校
公立
- 近江八幡市立八幡中学校（市井町）
- 近江八幡市立八幡西中学校（古川町）
- 近江八幡市立八幡東中学校（上田町）
- 近江八幡市立安土中学校（安土町上豊浦）

私立
- 近江兄弟社中学校（市井町）

### 小学校
公立
- 近江八幡市立岡山小学校（加茂町）
- 近江八幡市立沖島小学校（沖島町）
- 近江八幡市立金田小学校（金剛寺町）
- 近江八幡市立北里小学校（江頭町）
- 近江八幡市立桐原小学校（池田本町）
- 近江八幡市立桐原東小学校（土田町）
- 近江八幡市立島小学校（島町）
- 近江八幡市立八幡小学校（本町）
- 近江八幡市立馬淵小学校（馬淵町）
- 近江八幡市立武佐小学校（武佐町）
- 近江八幡市立安土小学校（安土町常楽寺）
- 近江八幡市立老蘇小学校（安土町東老蘇）

### 幼児教育

#### 幼稚園
公立
- 近江八幡市立武佐こども園（武佐町）
- 近江八幡市立北里幼稚園（江頭町）
- 近江八幡市立馬淵幼稚園（馬淵町）
- 近江八幡市立桐原幼稚園（中小森町）
- 近江八幡市立金田幼稚園（金剛寺町）
- 近江八幡市立岡山幼稚園（加茂町）
- 近江八幡市立八幡幼稚園（出町）
- 近江八幡市立安土幼稚園（安土町下豊浦）
- 近江八幡市立老蘇こども園（安土町東老蘇）

私立
- 近江兄弟社幼稚園（市井町）

#### 保育園
公立
- アリス保育園（西本郷町）
- 金田東保育所（西庄町）
- 八幡保育所（八幡町）
- 武佐こども園（西生来町）
- 桐原保育所（大森町）
- 沖島保育所（沖島町）

私立
- 八王子保育園（北之庄町）
- 北里保育園（江頭町）
- 紫雲保育園（野村町）
- ひむれ乳児保育所（出町）
- あおば乳児保育所（馬淵町）
- メリー保育園（大中町）
- 星のひかり保育園（多賀町）

### 職業能力開発校
- 滋賀職業能力開発短期大学校

## 交通

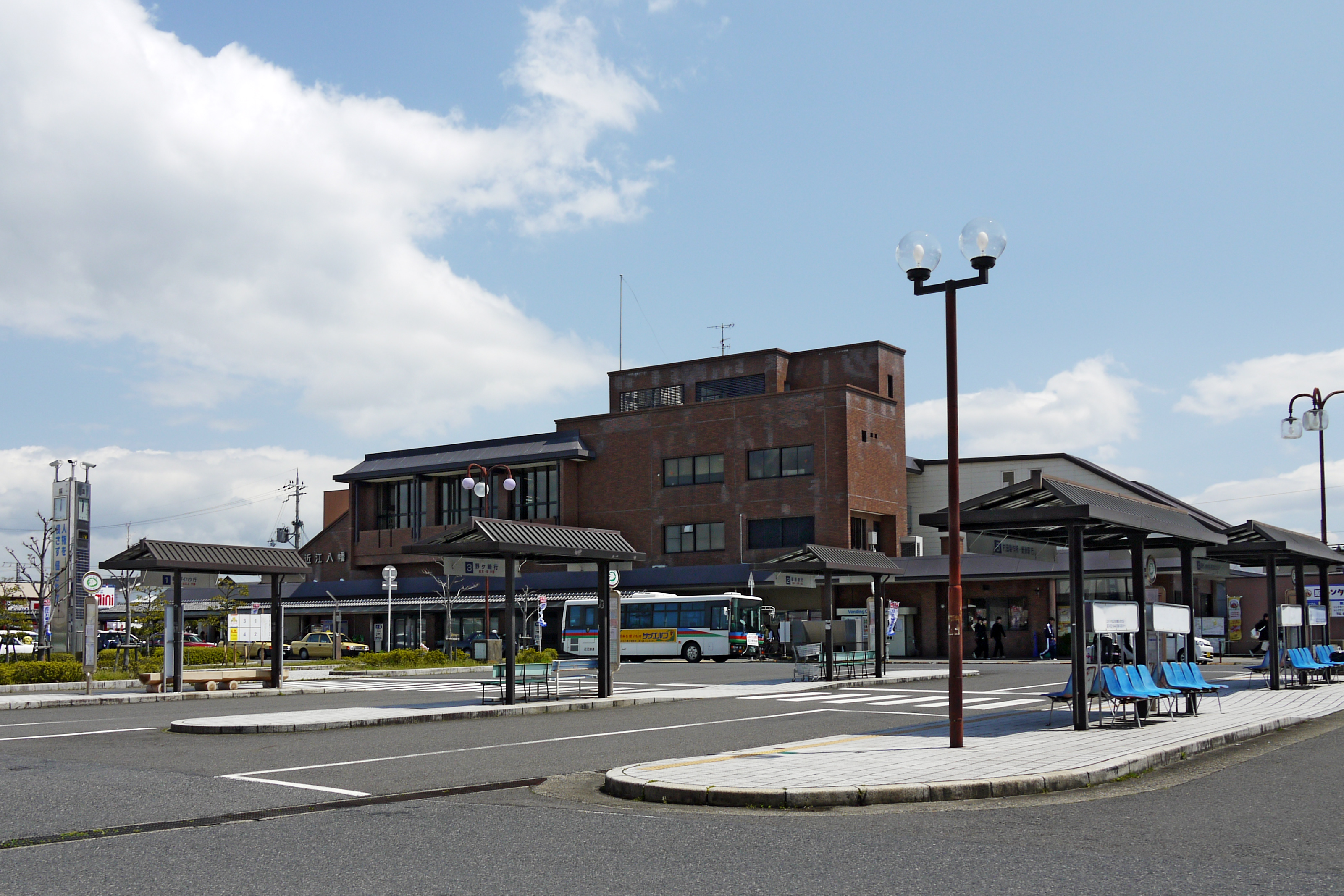
近江八幡駅

### 鉄道
中心となる駅：近江八幡駅
西日本旅客鉄道（JR西日本）
- 東海道本線：篠原駅 - 近江八幡駅 - 安土駅

近江鉄道
- 八日市線：武佐駅 - 近江八幡駅

### 索道
- 八幡山ロープウェー
  - 公園前駅 - 八幡城址駅

### バス

#### 路線バス
- 近江鉄道バス
- あかこんバス

#### 乗車券
- RYDE株式会社のデジタル乗車券アプリ「RYDE PASS」では、あかこんバス1日乗車券[11]、近江バス 1 日乗り放題乗車券[12]、デジタル定期券[13] を販売している。

### 道路

#### 国道
- 国道8号
- 国道421号
- 国道477号

#### 県道
主要地方道
- 滋賀県道2号大津能登川長浜線（彦根道・朝鮮人街道）
- 滋賀県道14号近江八幡竜王線
- 滋賀県道25号彦根近江八幡線
- 滋賀県道26号大津守山近江八幡線
- 滋賀県道41号土山蒲生近江八幡線
- 滋賀県道48号近江八幡守山線

一般県道
- 滋賀県道158号安養寺入町線
- 滋賀県道198号安土停車場桑実寺本堂線
- 滋賀県道199号下豊浦鷹飼線
- 滋賀県道201号安土西生来線
- 滋賀県道208号小脇西生来線
- 滋賀県道326号大房東横関線
- 滋賀県道502号近江八幡停車場線（駅前大通り＝ぶーめらん通り）
- 滋賀県道511号栗見新田安土線
- 滋賀県道526号伊庭円山線
- 滋賀県道541号綾戸東川線
- 滋賀県道559号近江八幡大津線（湖周道路＝さざなみ街道）
- 滋賀県道600号近江八幡安土能登川自転車道線（びわ湖よし笛ロード）

### 航路

#### 港湾
- 長命寺港
- 堀切港 沖島通船
- 沖島港 同上

## 通信
- 郵便番号は旧安土町が521-13**である他は523-00**または523-08**である[14]。
- 市外局番は市内全域で0748（八日市MA）が使用される[15]。

## 観光

### 名所・旧跡

#### 城郭
- 安土城跡 - 特別史跡、琵琶湖国定公園第1種特別地域。サクラの名所でもある。
- 北之庄城
- 観音寺城跡：国史跡。
- 八幡山城跡
- 水茎岡山城跡
- 長光寺城跡 - 観音寺城の支城

#### 寺院
- 観音正寺（西国三十三所、三十二番札所）
- 長命寺（西国三十三所、三十一番札所）
- 教林坊
- 瑞龍寺
- 伊崎寺
- 本願寺八幡別院
- 桑実寺
- 摠見寺
- 浄厳院 - 浄土宗と日蓮宗による安土問答（安土宗論）が行われた寺。
- 正寿院
- 岩戸山十三仏
- 光明院
- 帝釈寺
- 長光寺

#### 神社
- 日牟禮八幡宮
- 沙沙貴神社 - 佐佐木源氏発祥の地。
- 大嶋神社奥津嶋神社
- 天之御中主神社
- 天津神社（帝釈天）
- 小田神社
- 福島弁財天
- よしの龍神
- 金色稲荷大明神
- 市神神社濱宮
- 百々神社
- 活津彦根神社
- 新宮神社
- 藤ヶ崎龍神社
- 菅田神社
- 奥津嶋神社
- 賀茂神社
- 老蘇の森（おいそのもり）
  - 奥石神社 - 本殿が国の重要文化財

### 観光スポット

#### 博物館
- 滋賀県立安土城考古博物館
- 安土町城郭資料館
- 安土城天主信長の館 - セビリア万国博覧会に出展された安土城の復元天守（5・6階部分）を移築。
- 近江八幡市立資料館
- 郷土館 - 旧伊庭家住宅（1913年建造、ウィリアム・メレル・ヴォーリズ設計の西洋館）
- 曳山とイ草の館
- 歴史民俗資料館
- かわらミュージアム
- ボーダレス・アートミュージアムNO-MA

#### 近代建築
- 池田町洋館街
- ヴォーリズ記念館
- ハイド記念館・教育会館
- アンドリュース記念館（旧近江八幡YMCA会館）
- 旧八幡郵便局
- 白雲館
- 旧伊庭邸

#### 風景・保存地区
- 西の湖と長命寺川（近江八幡の水郷として水の郷百選）
- 八幡伝統的建造物群保存地区
  - 旧西川家住宅（国の重要文化財）
  - 旧伴家住宅
  - 八幡堀

#### その他スポット
- 旧中山道武佐宿
- セミナリヨ跡
- あきんどの里
- 八幡公園
- 宮ヶ浜水泳場（1977年から1979年まで「鳥人間コンテスト選手権大会」はここで行われていた）
- 八幡山ロープウエー
- 安土瓢箪山古墳
- 大中の湖南遺跡
- 常の浜
- 梅の川
- 福島弁財天

- 文芸の郷
  - 旧宮地家住宅 - 1754年建造、国の重要文化財。
  - 旧安土巡査駐在所 - 1885年建造、登録有形文化財。
  - 旧柳原学校校舎 - 1876年建造、滋賀県指定文化財。高島市新旭町太田にあったものを移築。
  - 文芸セミナリヨ
  - あづちマリエート

## 文化・名物

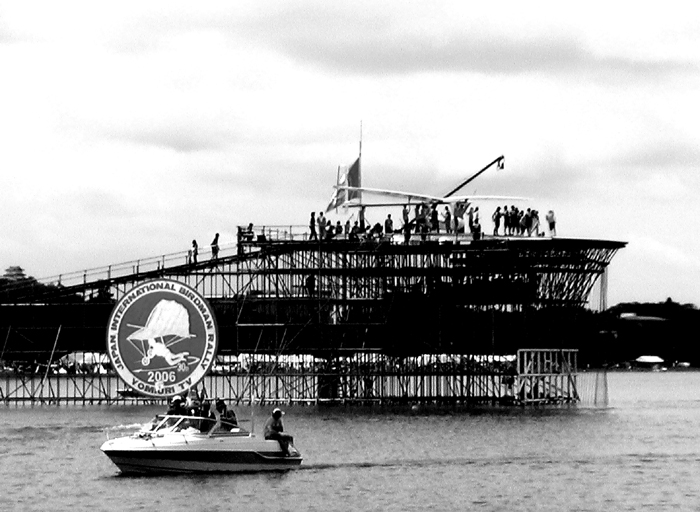
鳥人間コンテスト

### 祭事・催事
- 左義長まつり（3月中旬）
- 八幡まつり（4月14日-15日）
- 篠田の花火（5月4日）
- 賀茂神社の祭礼
- 浅小井祇園まつり
- 八幡てんびんまつり
- 伊崎の竿飛び（8月初旬）
- 鳥人間コンテスト
- BIWAKOビエンナーレ（2004年、2007年実施）
- 安土のぶなが祭り

## 出身関連著名人
- 浅井長政 - 戦国武将。安土生まれ
- アマサワトキオ - SF作家。安土町出身
- 天華えま - 元宝塚歌劇団星組男役
- 青木孝太 - 元プロサッカー選手
- 松尾元太 - 元プロサッカー選手
- 乾貴士 - プロサッカー選手
- 井狩吉雄 - 競輪選手
- 乾友紀子 - アーティスティックスイミング選手、2016年リオデジャネイロオリンピックデュエットで銅メダル
- 伊庭貞剛 - 住友本社総理事
- 伊吹山末吉 - 元力士
- 近江源五郎 - 音頭とり
- ウィリアム・メレル・ヴォーリズ - 名誉市民第1号
- 岡林信康 - フォークの神様
- 織田信長 - 戦国武将。安土城築城
- 川端達夫 - 政治家
- 川村慎二 - バレーボール選手
- 木川かえる - 漫画家
- 京極高次 - 戦国武将。近江源氏（佐々木源氏）京極氏。八幡山城主
- 志村ふくみ - 染織家
- 末成映薫 - 吉本新喜劇
- 田名部生来 - タレント、元AKB48
- 多和田悟 - 盲導犬訓練士
- 辻二郎 - 化学者
- 土川健之 - 日本中央競馬会理事長
- 豊臣秀次 - 戦国武将。八幡山城築城
- 中江滋樹 - 相場師、投資ジャーナル会長
- 鯰江氏 - 三井家の祖
- 2代目西川甚五郎 - 商人
- 11代目西川甚五郎 - 実業家、政治家
- 13代目西川甚五郎 - 実業家、政治家
- 西川進 - ミュージシャン
- 西川貞二郎 - 実業家
- 西川知雄 - 政治家
- 西川仁右衛門 - 商人
- 西川吉之助 - 教育者
- 7代目西川利助 - 商人
- 花田勝彦 - 陸上競技長距離走選手
- 細野豪志 - 政治家
- 松居一代 - タレント
- 南梅吉 - 社会運動家、全国水平社初代委員長
- 山岸巳代蔵 - 幸福会ヤマギシ会創始者
- 山田幸代 - ラクロス選手
- 吉田譲 - バレーボール選手
- 六角定頼 - 戦国武将。近江源氏（佐々木源氏）六角氏14代目、近江国守護。観音寺城主
- 六角義郷 - 戦国武将。創造上の人物とされる。
- 東豊 - 臨床心理学者

その他
- 八幡商人（近江商人）
- 津田氏#平姓津田氏（織田氏系） - 現在の近江八幡市になる近江津田庄（郷）が織田氏の始祖とも言われている。

## 著名な居住者
- 櫻木みわ - 小説家

## 近江八幡市を舞台とする作品
- 宮本輝の小説『よき時を思う』（集英社、2023年）の主人公の祖母は、この市に暮らしていて、この本には、「京都の路地や近江八幡の宿場町をはじめ、旅したくなる街並みも登場する」[16]。